# Erster Karkopf
L'Erster Karkopf (trad. Primo Karkopf) è una montagna di 2.430 m. di altezza, nel sottogruppo del Geigenkamm, nelle Alpi Venoste, nel Tirolo, in Austria. Vicino si trovano le montagne del Blosse 2.536 m., Mutzeiger 2.277 m., Kreuzjochspitze 2.675 m. La montagna si trova lungo la Tumpental, una valle laterale all'Ötztal vicino al villaggio di Tumpen (937 m.) nel comune di Umhausen. L'altura è una delle Karköpfe  la più bassa delle Karköpfe nella catena del Geigenkamm, più bassa delle Karkopf Weiter, Hohe e Mitter.

## Accesso
La vetta si raggiunge passando per l'Armelenhütte (1.747 m.), situata sul fianco occidentale dell'Armelenwand. Un percorso alternativo conduce alla vetta passando per gli alpeggi Vorderer Tumpenalm (1.831 m.) e Hinterer Tumpenalm (2.191 m.). Il versante settentrionale dell'Erste Karkopf è percorso dal torrente Haderbach, che sfocia nell'Ötztaler Ache tra Sautens e Oetz. L'acqua del versante sud-orientale della montagna viene raccolta tramite il torrente Tumpenbach, che sfocia nello stesso Ötztaler Ache presso Habichen (851 m., comune di Oetz). L'Ester Karkopf è un'elevazione meno pronunciata nella cresta che si estende dal Jöchle sopra i tre Karköpfe verso ovest. La salita diretta dal rifugio Armelen è piuttosto ripida, ma tecnicamente non troppo difficile. La discesa nella valle Tumpental non è molto ripida, per cui è indicato percorrere questo giro circolare in senso antiorario. La vista dalla cima è ampia: particolarmente suggestiva è la vista su Oetz, sull'Acherkogel di fronte e fino alla valle Ötztal. Spaziosa la vista dalla Tumpental sulla testata della valle, con il Wildgrat come elemento distintivo.

## I casi di omonimia del monte Karkopf
Esistono dieci oronimi Karkopf tra Germania, Italia e Austria, la maggior parte nel sottogruppo del Geigenkamm nel comune di Umhausen:
- Klockerkarkopf (Vetta d'Italia) 2.912 m.
- Fuscherkarkopf (Gruppo del Glockner) 3.331 m.
- Karkopf (Alpi Settentrionali di Berchtesgaden) 1.738 m.
- Karkopf (Alpi del Chiemgau) 1.510 m.
- Karkopf (Monti di Mieming) 2.470 m.
- Karkopf (Gruppo del Verwall) 2.948 m.
- Karkopf Hoher (Alpi Venoste) 2.686 m.
- Karkopf Mitter 2.588 m. (Alpi Venoste)
- Erster Karkopf 2.430 m. (Alpi Venoste)
- Karkopf Weiter 2.777 m. (Alpi Venoste)[1][2]